# سالي الأسعد
سالي الأسعد 
(1973-) إعلامية أردنية.

## حياتها
ولدت في القاهرة،لأب أردني  من أصل فلسطيني و  أم مصرية عاشت معظم طفولتها في القاهرة  وأكملت مراحل الدراسة في السعودية،
تزوجت من الإعلامي الأردني لطفي الزعبي عام 1997 ورزقت منه بثلاثة أبناء ذكور.
حاصلة على بكالوريوس في الأقتصاد والعلوم الادراية من جامعة عمان الأهلية  عام  1995

## مشوارها المهني

### انطلاقتها في التلفزيون الأردني
التحقت بالتلفزيون الأردني منذ العام 1996 لتبدا بالبرنامج الأكثر جماهيرية يسعد صباحك،، تلاه عدة برامج  أخرى في التلفزيون الأردني كسهرة الخميس وشبابيك والبوم الأغاني وسهرات الأعياد واليوم المفتوح.

### انتقالها إلى الإعلام القطري
وبعد تلقيها عرضا من قناة قطر الفضائية توجهت في أكتوبر من العام 1998 إلى الدوحة لتبدا مشوارا جديدا مع البرامج الجماهيرية والمباشرة منها فوز بكنوز والسهرات المتنوعة وبرامج المناسبات الكبرى.
عام 1999 وقدمت أول برنامج مباشر بعد شارة البث، بعد عام 2000 أتجهت إلى العمل في قسم الأخبار بداية كمحررة ومراسلة في النشرة السياسية ثم انتقلت إلى تحرير وتقديم النشرة الاقتصادية وبعدها قدمت برنامج (نسمة صيف) الذي يعد البرنامج الرئيسي لمهرجان عجائب صيف قطر في دورته الأولى، وأخيراً انتقلنا إلى الإمارات إلى دبي بعد  تعاقد زوجها معقناة العربية التي تبث من دبي حتم عليها عام 2004
وبعد انتقالها إلى دبي تعمل حتى الآن كمراسلة للفضائية القطرية في الإمارات وتغطي كافة الأخبار الاقتصادية والنشاطات الثقافية والرياضية التي تحتضنها دولة الإمارات للشاشة القطرية.
وفي عام 2005 تم تأسيس شركة الليث للإنتاج التلفزيوني باجتهاد خاص منها وزوجها الاعلامي الأردني لطفي الزعبي وإلى الآن هي مدير عام شركة الليث  حيث تمثل الشركة كثير من القنوات العربية والعالمية في دولة الإمارات وهذا خطى بها إلى استقطاب كبار الشخصيات وعمل مقابلات حصرية معهم ولم تقف عند ذلك بل ساهمت بتغطيات اعلامية حصرية لكم كبير من المهرجانات والمؤتمرات والمعارض في مجلات الفكر والسياسة والاقتصاد والرياضة داخل دولة الإمارات وخارجها.